# Special Panels for Serious Crimes
Die Special Panels for Serious Crimes SPSC (auch East Timor Special Panels) waren eine Sonderkammer des osttimoresischen Distriktgerichts Dili. Sie sollte die Menschenrechtsverletzungen im Umfeld des Unabhängigkeitsreferendums in Osttimor 1999 bearbeiten.

## Geschichte

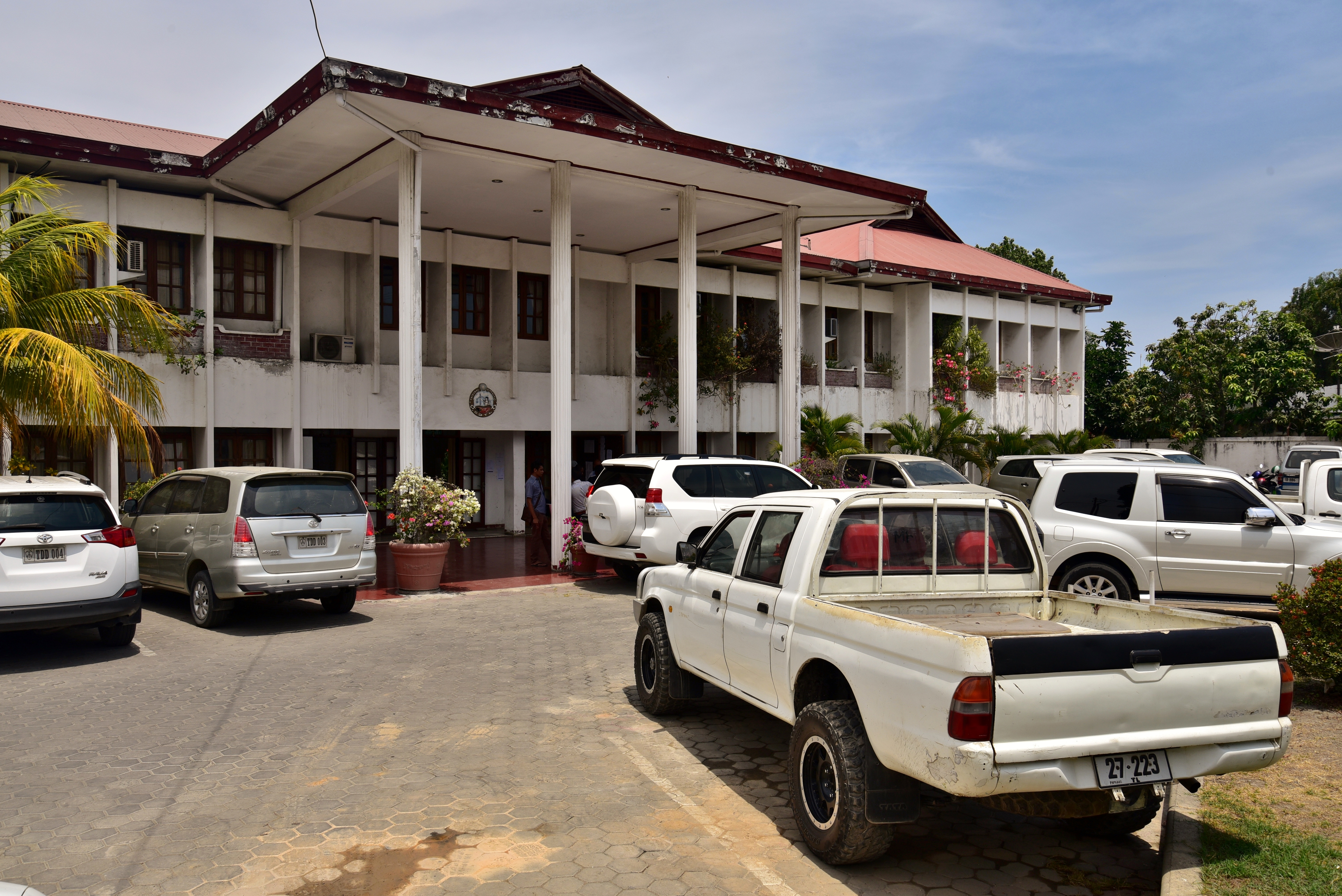
Distriktsgericht von Dili (2018)

Bereits im Vorfeld des Referendums, in dem sich die Bevölkerung Osttimors für die Unabhängigkeit von der Besatzungsmacht Indonesien aussprach, versuchten indonesische Sicherheitskräfte und pro-indonesische Milizen die Bevölkerung einzuschüchtern und die Lage zu destabilisieren. Nach Bekanntgabe des deutlichen Sieges der Unabhängigkeitsbefürworter starteten die Indonesier mit der Operation Donner eine Vergeltungsmaßnahme, bei der 1500 bis 2000 Menschen ums Leben kamen. 70 % der Bevölkerung musste aus ihren Häusern fliehen oder wurden von den Indonesiern nach Westtimor zwangsdeportiert, Häuser und Infrastruktur zerstört.
In der Resolution 1272 des UN-Sicherheitsrates wurde am 25. Oktober 1999 zur Aufklärung der „systematischen, weitverbreiteten und nachgewiesenen Verletzungen des Völkerrechts und der Menschenrechte in Osttimor“ aufgerufen. Dem kam die Übergangsverwaltung der Vereinten Nationen für Osttimor (UNTAET) nach, indem sie mit der UNTAET Regulation 2000/15 im Juli 2000 die Serious Crimes Unit (SCU) für die Ermittlungen und die SPSC für die juristische Strafverfolgung gründete. Die beiden Behörden waren für Kriegsverbrechen, Verbrechen gegen die Menschlichkeit und Einzelstraftaten von Mord, Folter und Vergewaltigung zuständig, die zwischen dem 1. Januar und 25. Oktober 1999 in Osttimor begangen wurden. Alle Anschuldigungen der SCU wurden bei den SPSC behandelt. Jedes Panel bestand aus zwei ausländischen und einem osttimoresischen Richter. Überwacht wurden die Verhandlungen vom unabhängigen Judicial System Monitoring Programme (JSMP).
Als Berufungsgericht für Urteile der SPSC wurde ebenfalls 2000 der Court of Appeal gegründet. Von 2002 bis 2003 gab es eine 19 Monate lange Periode, indem dieser inaktiv war, bis er vom neugegründeten Tribunal de Recurso de Timor-Leste ersetzt wurde.
Am 20. Mai 2005 beendeten SCU und die SPSC ihre Arbeit. Die UN-gestützte Justiz hatte 391 Personen angeklagt, von denen sich jedoch 316 in Indonesien aufhielten. 87 Angeklagte, meist Mitläufer in pro-indonesischen Milizen kamen ins Gefängnis. Weil die Regierungen in Jakarta und Dili mit dem Gericht nicht zusammenarbeiten beziehungsweise das beiderseitige Verhältnis nicht belasten wollten, wurden indonesische Verantwortliche aus Verwaltung und Militär nicht zur Rechenschaft gezogen. Die Gelder der SPSC waren knapp, Zeugen gab es wenige und die Verteidigung vor Gericht mangelhaft. Die Verurteilungsrate lag bei 97,7 %.
Bei den Unruhen in Osttimor 2006 wurde das Büro der SCU verwüstet und wichtige Beweismittel gegen indonesische Beschuldigte wurden vernichtet.